# Muszla oczna

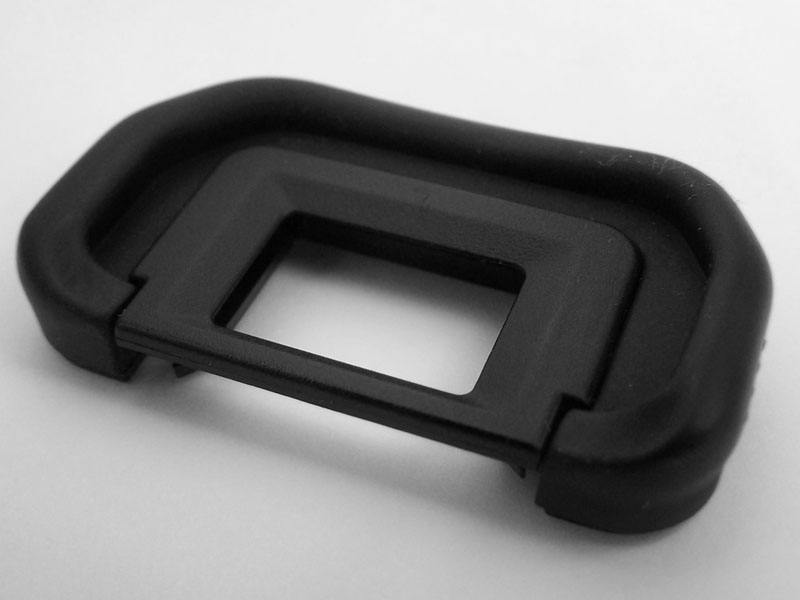
Muszla oczna aparatu fotograficznego

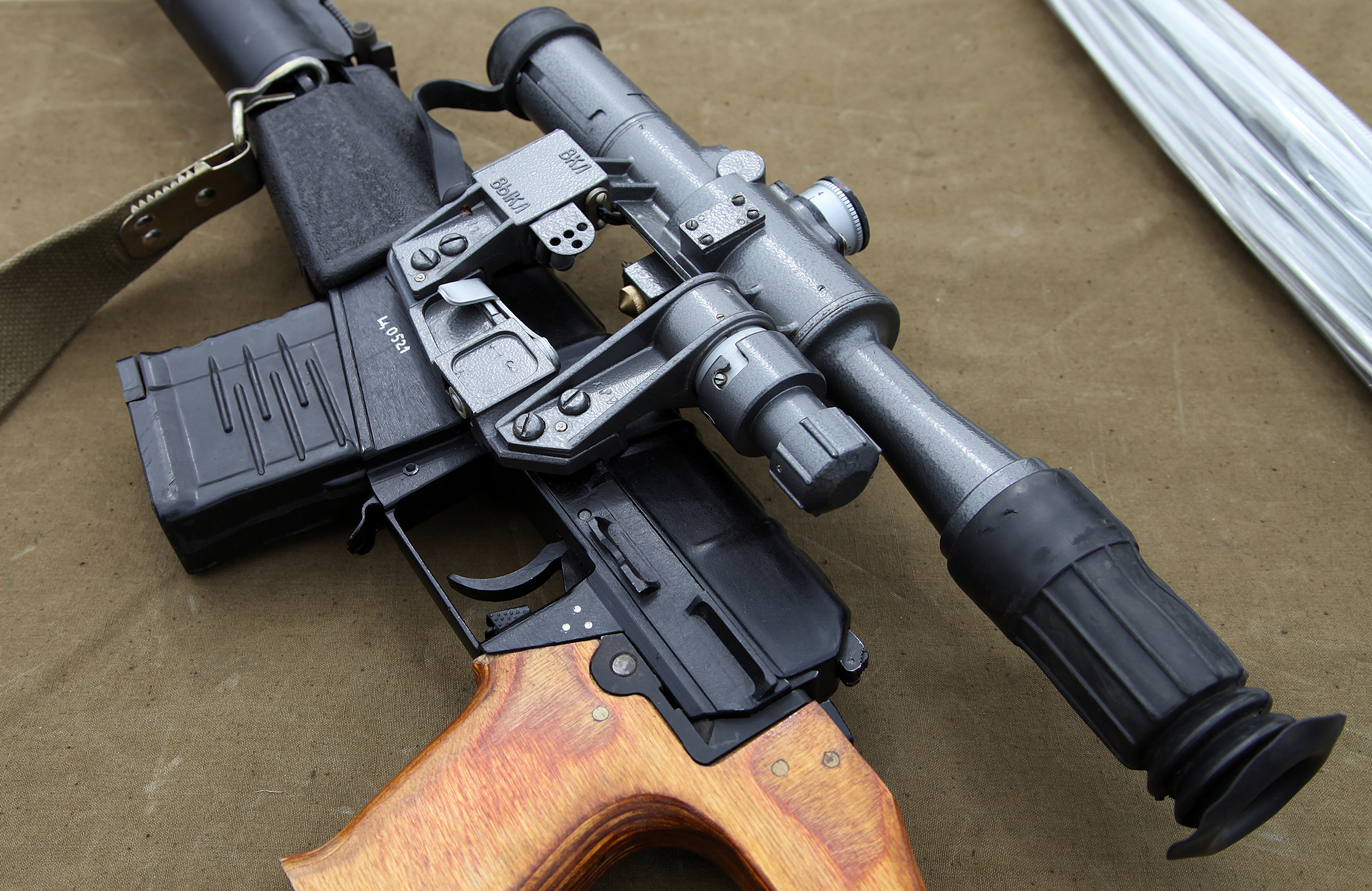
Celownik optyczny PSO-1-1 z okularem zakończonym masywną muszlą oczną

Muszla oczna – gumowa nasadka montowana na okularze przyrządów optycznych (np. lornetek, teleskopów, celowników optycznych itp.) lub wizjerze aparatu fotograficznego. Muszla oczna stosowana jest w celu poprawy komfortu użytkownika podczas obsługi urządzenia.

## W aparatach fotograficznych
Muszla oczna zazwyczaj nie występuje w komplecie z samym aparatem, toteż trzeba ją dokupić oddzielnie. Elastyczna muszla oczna przylega idealnie do oczodołu. Dzięki niej fotografujący ma w polu widzenia jedynie kadr, a sam aparat może trzymać trochę wygodniej – nie przyciskając go aż tak bardzo do oka. Jest to szczególnie przydatne przy silnym oświetleniu od tyłu oraz przy jasnej obudowie aparatu.
Dodatkowo muszla oczna ma znaczenie w aparatach fotograficznych, w których pomiar światła następuje dopiero w pryzmacie a nie np. po przejściu światła przez półprzepuszczalne lustro. W takim przypadku silne światło odtylne mogłoby bez muszli ocznej zafałszować pomiar światła w pryzmacie wpadając przez nieosłonięty wizjer.